# Třebokov

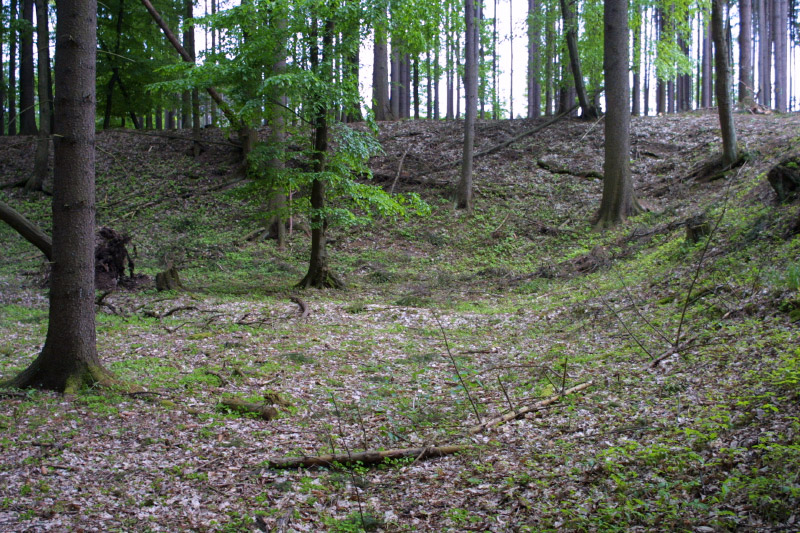
Terénní úpravy pro lehkou budovu na jihozápadním nároží

Třebokov či Třebekov je zaniklá ves a hospodářský dvůr cisterciáckého kláštera v Plasích, spadající do území obce Jarov v okrese Plzeň-sever.
Dvůr ležel v lesích mezi Jarovem, Oborou a Hromnicemi, přibližně 1,6 km od Jarova, cca 300 m jihozápadně od hájovny Třebekov. Areál dvora ležel nad pravým břehem potoka Bělidlo na mírně se svažující terase, ze západu obtékaný drobným potůčkem. Přesnou polohu vsi, která mohla být při založení dvora zrušena či zmenšena, se ještě nepodařilo určit.
Původní ves Třebokov byla založena plaskými cisterciáky nejpozději ve 13. století, neboť je uvedena v potvrzení majetku kláštera papežem Inocencem IV. z roku 1250. Dvůr s tvrzí vznikl pravděpodobně ve 14. století, během následujícího století několikrát změnil majitele a na přelomu 15. a 16. století zanikl. V 16. století jsou dvůr i vesnice připomínány jako pusté.
Po dvoru v lese zbyly zřetelné kamenné trosky, které byly donedávna pokládány za hrad Železnice. Jejich zaměřením, terénním průzkumem a analýzou archiválií se podařilo tuto domněnku vyvrátit a prokázat, že jde o zbytky klášterního dvora. Areál je ohraničen zbytky kamenné ohrady ve tvaru přibližného obdélníka s hranami 110 a 95 metrů. Samotná kamenná ohradní zeď byla stavěna na nízkém hliněném valu, který zůstal zachován po těžbě kamene. V obou rozích východní ohradní zdi byly vjezdy. V jihozápadním nároží byl terén vyrovnán pro rozměrný objekt lehké konstrukce, u západní a severní strany jsou zbytky kamenných staveb, některá mohla být kaplí. Ve středu areálu byl terén vyrovnán pro malou dřevěnou stavbu. Nad prudkým svahem k potoku u severovýchodního vjezdu stála hlavní budova dvora – pravděpodobně tzv. propugnaculum. Kamenné trosky tvoří čtverec se stranou dlouhou 15 metrů chráněný ze tří stran příkopem, na jehož vnější hraně byla ještě kamenná zeď. Pod svahem u potoka se zachovaly zbytky valu. V troskách se našly zlomky cihel, prejzů a zlomková keramika ze 14.–15. století.
Zbytky dvora Třebokov názorně vypovídají o podobě pozdně cisterciáckých grangií.